# Magit
MagitはGitバージョン管理システムのインタフェースであり、Emacs Lispで書かれたGNU Emacsパッケージとして利用できる。MELPAパッケージリポジトリから入手でき、ライブラリ以外のパッケージの中で最もダウンロード数が多く、2024年9月の時点で430万回以上ダウンロードされている。  
多くのグラフィカルユーザインタフェースと同様に、Magitはバージョン管理アクションを表す視覚的なインターフェースを提供するが、キーボード中心のモデルを使用し、テキストユーザインタフェースとしても機能する。キーバインドを記憶する必要があるという問題は、ユーザーが利用できるアクションを表示するポップアップメニューを使用することで軽減され、これは記憶補助として機能する。 

## 歴史
Magitは2008年にマリウス・ヴォルマー（Marius Vollmer）によって作成され、2013年にジョナス・ベルヌーイ（Jonas Bernoulli）がメンテナーの役割を引き継いだ。リリース以来、Magitはコミュニティとの距離が近く、2020年9月現在、350人がこの自由ソフトウェアプロジェクトにコードを提供している。  
2018年、MagitはKickstarterの資金調達キャンペーンを実施し、メンテナーの1年間の作業資金を調達することを目指した。資金調達は成功し、このプロジェクトはKickstarterで27番目に資金を集めたソフトウェアプロジェクトとなった。Kickstarterの資金調達キャンペーン以降は、直接支払い、GitHubのスポンサーシッププログラム、その他のさまざまなクラウドファンディングサービスを通じて、作者の開発を支援するための寄付が奨励されている。  

## 機能

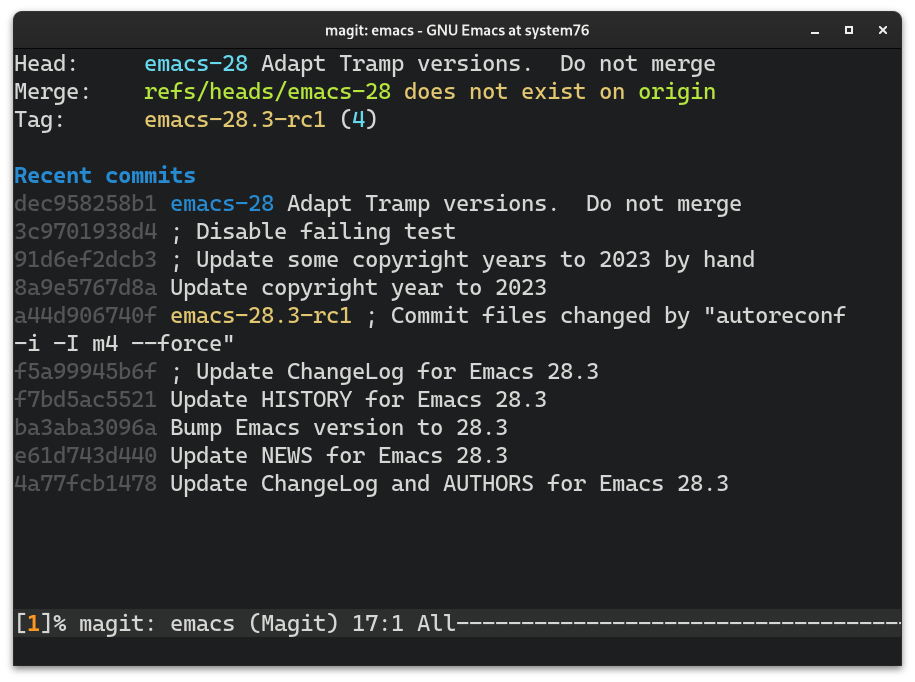
レポジトリのログを表示するMagitバッファ

MagitはGitの全機能をカプセル化することを目指しており、次のようなワークフロー用のインターフェースを備えている。 
- リポジトリのクローン作成とそこからのフェッチ/プル
- ワークツリー内の変更のステージング、アンステージング、および破棄
- コミットの作成とリモートへのプッシュ
- ブランチの作成とマージまたはリベース（英語版）
  - MagitはEmacsのEdiffを使用して3方向マージ機能を提供する
- コミット履歴の参照とバイセクト（英語版）
- パッチの作成と適用
- コミットへのメモとタグの追加

### フォージ
MagitのForgeは、GitHubやGitLabなど、多数のフォージとの統合を提供する。  
Gitea、Gogs、Bitbucket、Gitweb、Cgit、StGit、SourceHutは部分的にサポートされている。  
Forgeでは現在、以下の操作が可能である。
- トピックと通知の取得
- トピック、issue、プルリクエスト、通知、リポジトリの一覧表示
- issue、プルリクエスト（PR）、issueからのPR、PRレビュー、フォークの作成

## 反応
Magitは、多数のブログ記事やチュートリアル、元EmacsのメンテナーJohn Wiegleyによる講演で好意的に取り上げられている。  
Magitは、Emacs設定フレームワークSpacemacsとDoom Emacsにデフォルトで含まれている。  
MagitをEmacsの組み込み機能パッケージとして含めることに関心が寄せられているが、プロジェクトのすべての貢献者からFSF著作権譲渡の許諾を取得することに問題がある。  
2023年2月現在、MagitはGitHubで最もスターが付けられたEmacsパッケージである。